# Kishore Mahbubani

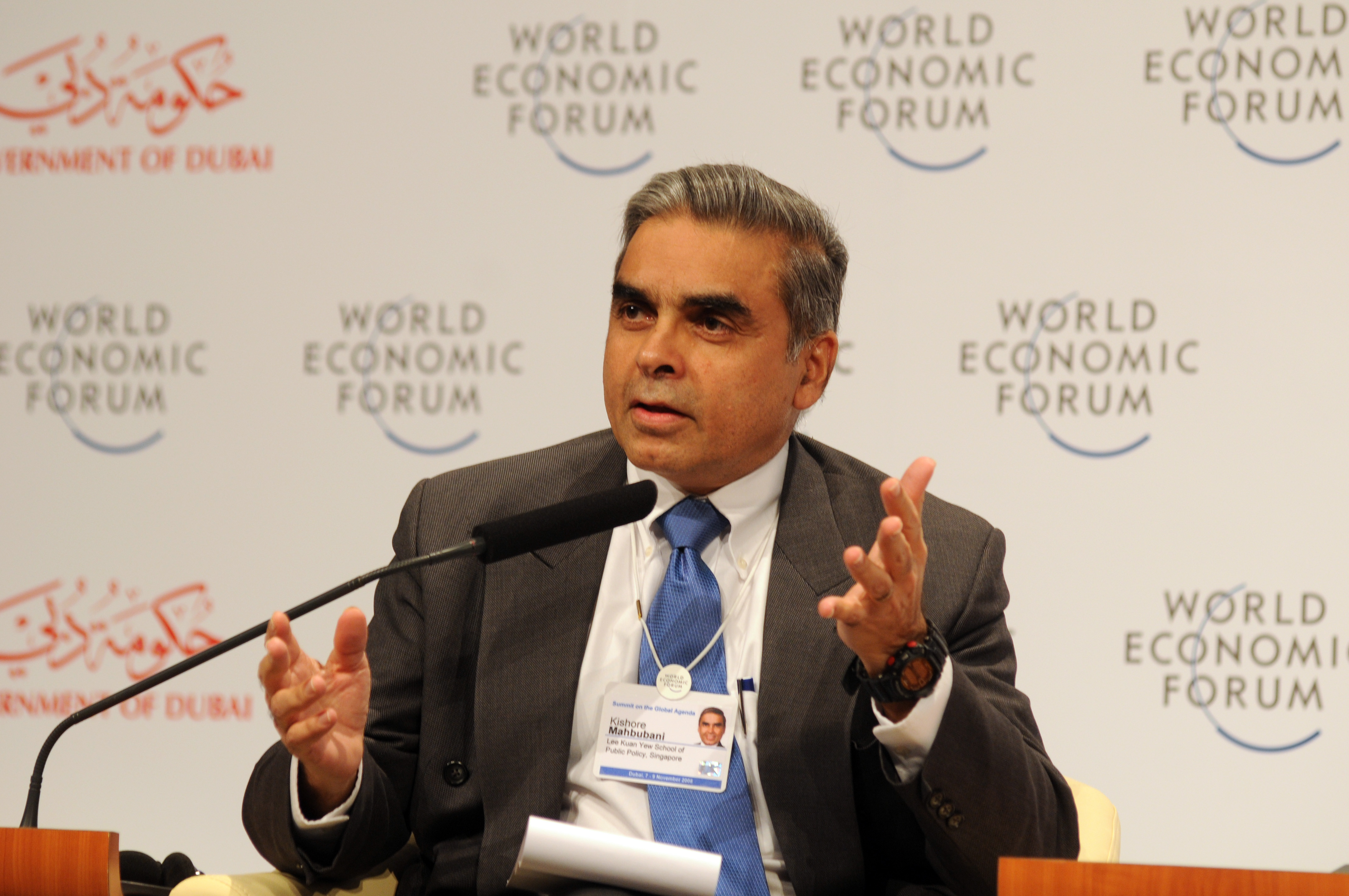
Kishore Mahbubani

Kishore Mahbubani (Sindhi किशोर महबूबानी; * 24. Oktober 1948 in Singapur) ist ein Politikwissenschaftler und Diplomat.

## Leben
Mahbubani entstammt einer Sindhi-sprachigen Hindu-Familie, die nach der Teilung Indiens aus Sindh vertrieben wurde und in Singapur Aufnahme fand.
Von 1971 bis 2004 stand Mahbubani im Dienst des Außenministeriums von Singapur. Er war unter anderem Botschafter in Kambodscha, Malaysia, den Vereinigten Staaten und bei den Vereinten Nationen, im Jahr 2000/2001 vertrat er Singapur im Sicherheitsrat und war dessen Präsident. Derzeit ist er Professor für Politikwissenschaft der Lee Kuan Yew School of Public Policy an der National University of Singapore. 1995 erhielt er die Ehrendoktorwürde der Dalhousie University, 2019 wurde er in die American Academy of Arts and Sciences gewählt.

## Positionen
In seinen Büchern, die sich auch an ein breiteres Publikum wenden, untersucht er hauptsächlich die Beziehungen zwischen Europa, Asien und Nordamerika. Der wirtschaftliche Aufstieg Asiens (vor allem Chinas) führe laut Mahbubani dazu, dass andere Nationen lernen müssen, unterschiedliche gesellschaftliche und politische Systeme zu akzeptieren, um größere Konflikte zu vermeiden. Laut Mahbubani haben einige europäische Nationen dies seit dem Ende des Kolonialzeitalters und des Zweiten Weltkrieges bereits gelernt und dadurch größtenteils Abstand von imperialistischen und hegemonialen Ansprüchen genommen, weshalb Mahbubani europäisch-asiatischen Beziehungen eher positiv gegenübersteht. Größeres Konfliktpotenzial sieht er in nordamerikanisch-asiatischen Beziehungen, vor allem zwischen den USA und China. Mahbubani vertritt die Ansicht, dass die moralisierende und auf andere Nationen herabblickende Denkweise der Vereinigten Staaten und ihre Ambitionen, die US-amerikanische Vormachtstellung in der Welt zu behaupten, die Fähigkeit der USA zur Zusammenarbeit mit China und im weiteren Sinne ganz Asiens erheblich behindern wird. Laut Mahbubani führe dies nicht nur zu globalen politischen, sondern auch zu gesellschaftlichen Spannungen, denn für viele Menschen, die außerhalb der Grenzen der Vereinigten Staaten leben, sei die US-amerikanische Selbstdarstellung als Moralapostel angesichts der äußerst aggressiven Außenpolitik der USA "unglaublich bizarr und heuchlerisch". In diesem Kontext bemängelt er, dass sich viele europäische Regierungen gegenüber den USA immer noch zu unterwürfig verhalten, anstatt ihre eigenen Interessen zu vertreten.

## Schriften
- Can Asians Think? Understanding the Divide Between East and West. Steerforth, 2001, ISBN 978-1-58642-033-8; Times Editions; 3. Auflage, 2004, ISBN 978-981-232-789-5.
- Beyond the Age of Innocence: Rebuilding Trust Between America and the World. Perseus Books Group, 2005, ISBN 978-1-58648-268-8.
- The New Asian Hemisphere: The Irresistible Shift of Global Power to the East. PublicAffairs, New York 2008, ISBN 978-1-58648-466-8.
  - Die Rückkehr Asiens: Das Ende der westlichen Dominanz. Propyläen, Berlin 2008, ISBN 978-3-549-07351-3.
- The Great Convergence. Asia, the West, and the Logic of One World. PublicAffairs, New York 2013, ISBN 978-1-61039-033-0.
- Can Singapore Survive?. Straits Times Books, 2015, ISBN 978-981-4342-97-1.
- The ASEAN Miracle: A Catalyst for Peace. Ridge Books, 2017, ISBN 978-981-4722-49-0.
- Has the West Lost It? A Provocation. Penguin Books, 2018, ISBN 978-0-241-31286-5.
- Has China won? The Chinese challenge to American primacy. PublicAffairs, New York 2020, ISBN 978-1-5417-6813-0.
  - Hat China schon gewonnen? Plassen Verlag, Kulmbach 2021, ISBN 978-3-86470-773-5.
- Living the Asian Century. An Undiplomatic Memoir. PublicAffairs, New York 2024, ISBN 978-1-5417-0304-9.